# Camilo Reijers
Camilo Reijers de Oliveira (Mogi Mirim, nascido em 23 de fevereiro de 1999), conhecido simplesmente como Camilo, é um futebolista brasileiro-neerlandês que atua como meio campo e joga pelo Grêmio.

## Carreira
Em 28 de janeiro de 2020, Camilo foi liberado por seu clube no Brasil para realizar exames médicos no clube francês Lyon.
Em 28 de janeiro de 2023, Camilo foi emprestado ao RWDM, da Bélgica, até o final da temporada.
Em 9 de agosto de 2023, Camilo assinou contrato de três anos com o Akhmat Grozny, da Premier League Russa.
Em 11 de fevereiro de 2025, Camilo retornou ao Brasil e assinou contrato de três temporadas com o Grêmio.

## Títulos
Cuiabá
Campeonato Mato-Grossense: 2021
RWDM
Segunda Divisão Belga: 2022–23
Grêmio
Recopa Gaúcha: 2025

## Vida pessoal
Camilo também possui cidadania neerlandesa e foi registrado na Premier League Russa como jogador holandês.